# Patrick Mille
Patrick Mille (ur. 8 kwietnia 1970 w Lizbonie w Portugalii) – francuski aktor, reżyser i scenarzysta filmowy pochodzenia portugalskiego.

## Życiorys
W wieku piętnastu lat zainteresował się teatrem i dołączył do trupy aktorskiej. W 1989 rozpoczął studia na Cours Florent, a w 1991 pojawił się po raz pierwszy w filmie Tata i małolata (Mon père, ce héros) obok Katherine Heigl i Gérarda Depardieu. W 1996 zagrał w jednym z odcinków serialu Nieśmiertelny.
Występował potem w serialach telewizyjnych, filmach krótkometrażowych, m.in. jako Chico w komedii Chico, nasz człowiek w Lizbonie (Chico notre homme à Lisbonne, 1999) Édouarda Baera, kontynuując swoją karierę teatralną.
Jest w związku z Justine Lévy, córką filozofa, pisarza i reżysera Bernarda-Henriego Lévy. Mają dwójkę dzieci - córkę Suzanne (ur. 2004) i syna Luciena (ur. 2009).

## Filmografia
- 1991: Tata i małolata (My Father the Hero) jako Benjamin
- 1992: Akrobaci (Les équilibristes) jako Fredy Babitchev
- 1996: Nieśmiertelny (Highlander) jako Jean-Philippe de Lefaye III
- 2006: Czyja to kochanka? (La Doublure) jako Pascal
- 2007: 99 franków (99 francs) jako Jean-François 'Jeff' Marolles
- 2008: Człowiek na linie (Man on Wire)
- 2008: Clara Sheller jako JP